# Douar El Ma
Douar El Ma (em árabe: دوار اﻟﻤﺎء) é uma cidade e comuna localizada na província de El Oued, Argélia. Segundo o censo de 2008, a população total da cidade era de 5 543 habitantes.